# Агуада (Пуэрто-Рико)
Агуада (исп. и англ. Aguada, əˈɡwɑːdə) — муниципалитет Пуэрто-Рико, расположенный на западном побережье Атлантического океана. Население  составляет 38 136 человек (2020 г). Город основан под названием Вилла де Сотомайор (исп. Villa de Sotomayor), так как был заложен в 1508 году по приказу Понсе де Леона, его соратником Кристобалем де Сотомайором (Cristóbal de Sotomayor).